# غاغارين
غاغارين (بالروسية: Гагарин) هي إحدى مدن روسيا في الكيان الفدرالي الروسي سمولينسك أوبلاست.

## توأمة
لغاغارين اتفاقيات توأمة مع:
- راتينغن

## أعلام
- ديميتريس بابادوبولوس
- نيكولاي نوسكوف
- أندري نيكولايفيتش تيخونوف
- فاتسواف كوالسكي